# Едді Джонсон (баскетболіст, 1959)
Едвард Арнет Джонсон (англ. Edward Arnet Johnson, нар. 1 травня 1959, Чикаго, Іллінойс, США) — американський професіональний баскетболіст, що грав на позиції легкого форварда за низку команд НБА. Відомий тим, що набрав найбільшу кість очок серед гравців, які ніколи не потрапляли на Матч усіх зірок НБА. Ведучий програми NBA Today на радіо Sirius XM NBA Radio та коментатор матчів «Фінікс Санз» на телеканалі Fox Sports Arizona.

## Ігрова кар'єра
На університетському рівні грав за команду Іллінойс (1977–1981). 
1981 року був обраний у другому раунді драфту НБА під загальним 29-м номером командою «Канзас-Сіті Кінгс».
Проте професіональну кар'єру розпочав 1981 року виступами за «Канзас-Сіті / Сакраменто Кінгс», захищав кольори команди з Канзас-Сіті протягом наступних 6 сезонів.
З 1987 по 1990 рік грав у складі «Фінікс Санз». 1989 року отримав нагороду Найкращого шостого гравця НБА.
1990 року перейшов до «Сіетл Суперсонікс», у складі якої провів наступні 3 сезони своєї кар'єри.
Наступною командою в кар'єрі гравця була «Шарлотт Горнетс», за яку він відіграв один сезон.
З 1994 по 1995 рік грав у складі грецької команди «Олімпіакос». Разом з командою дійшов до фіналу Кубка Чемпіонів, де «Олімпіакос» поступився «Реалу».
1995 року перейшов до «Індіана Пейсерз», у складі якої провів наступні 2 сезони своєї кар'єри.
Останньою ж командою в кар'єрі гравця стала «Х'юстон Рокетс», до складу якої він приєднався 1997 року і за яку відіграв 2 сезони.

## Кар'єра після НБА
Після завершення ігрової кар'єри почав працювати коментатором на матчах чоловічої баскетбольної команди Університету штату Аризона. Згодом став коментатором матчів «Фінікс Санз». 

## Статистика виступів в НБА

### Регулярний сезон
| Сезон             | Команда             | GP    | GS  | MPG  | FG%  | 3P%  | FT%  | RPG | APG | SPG | BPG | PPG  |
| ----------------- | ------------------- | ----- | --- | ---- | ---- | ---- | ---- | --- | --- | --- | --- | ---- |
| 1981–82           | «Канзас-Сіті Кінгс» | 74    | 27  | 20.5 | .459 | .091 | .664 | 4.4 | 1.5 | .7  | .2  | 9.3  |
| 1982–83           | «Канзас-Сіті Кінгс» | 82    | 82  | 35.8 | .494 | .282 | .779 | 6.1 | 2.6 | .9  | .2  | 19.8 |
| 1983–84           | «Канзас-Сіті Кінгс» | 82    | 82  | 35.6 | .485 | .313 | .810 | 5.5 | 3.6 | .9  | .3  | 21.9 |
| 1984–85           | «Канзас-Сіті Кінгс» | 82    | 81  | 36.9 | .491 | .241 | .871 | 5.0 | 3.3 | 1.0 | .3  | 22.9 |
| 1985–86           | «Сакраменто Кінґс»  | 82    | 30  | 30.7 | .475 | .200 | .816 | 5.1 | 2.6 | .7  | .2  | 18.7 |
| 1986–87           | «Сакраменто Кінґс»  | 81    | 30  | 30.3 | .463 | .314 | .829 | 4.4 | 3.1 | .5  | .2  | 18.7 |
| 1987–88           | «Фінікс Санз»       | 73    | 59  | 29.8 | .480 | .255 | .850 | 4.4 | 2.5 | .5  | .1  | 17.7 |
| 1988–89           | «Фінікс Санз»       | 70    | 7   | 29.2 | .497 | .413 | .868 | 4.4 | 2.3 | .7  | .1  | 21.5 |
| 1989–90           | «Фінікс Санз»       | 64    | 4   | 28.3 | .453 | .380 | .917 | 3.8 | 1.7 | .5  | .2  | 16.9 |
| 1990–91           | «Фінікс Санз»       | 15    | 0   | 20.8 | .473 | .286 | .724 | 3.1 | 1.1 | .6  | .1  | 13.5 |
| 1990–91           | «Сіетл Суперсонікс» | 66    | 27  | 26.9 | .486 | .333 | .912 | 3.4 | 1.4 | .7  | .1  | 17.4 |
| 1991–92           | «Сіетл Суперсонікс» | 81    | 19  | 29.2 | .459 | .252 | .861 | 3.6 | 2.0 | .7  | .1  | 17.1 |
| 1992–93           | «Сіетл Суперсонікс» | 82    | 0   | 22.8 | .467 | .304 | .911 | 3.3 | 1.6 | .4  | .0  | 14.4 |
| 1993–94           | «Шарлотт Горнетс»   | 73    | 27  | 20.0 | .459 | .393 | .780 | 3.1 | 1.7 | .5  | .1  | 11.5 |
| 1995–96           | «Індіана Пейсерз»   | 62    | 1   | 16.2 | .413 | .352 | .886 | 2.5 | 1.1 | .3  | .1  | 7.7  |
| 1996–97           | «Індіана Пейсерз»   | 28    | 0   | 10.9 | .434 | .321 | .741 | 1.4 | .6  | .2  | .0  | 5.3  |
| 1996–97           | «Х'юстон Рокетс»    | 24    | 2   | 25.3 | .447 | .388 | .854 | 4.1 | 1.5 | .4  | .0  | 11.5 |
| 1997–98           | «Х'юстон Рокетс»    | 75    | 1   | 19.9 | .417 | .333 | .831 | 2.0 | 1.2 | .4  | .0  | 8.4  |
| 1998–99           | «Х'юстон Рокетс»    | 3     | 0   | 6.0  | .462 | .000 | –    | .7  | .3  | .0  | .0  | 4.0  |
| Усього за кар'єру | Усього за кар'єру   | 1,199 | 479 | 27.2 | .472 | .335 | .840 | 4.0 | 2.1 | .6  | .2  | 16.0 |

### Плей-оф
| Сезон             | Команда             | GP | GS | MPG  | FG%  | 3P%  | FT%   | RPG | APG | SPG | BPG | PPG  |
| ----------------- | ------------------- | -- | -- | ---- | ---- | ---- | ----- | --- | --- | --- | --- | ---- |
| 1984              | «Канзас-Сіті Кінгс» | 3  | –  | 35.7 | .438 | .400 | 1.000 | 3.3 | 4.0 | 1.0 | .3  | 17.0 |
| 1986              | «Сакраменто Кінґс»  | 3  | 1  | 32.0 | .436 | .000 | .889  | 7.0 | 1.3 | 1.0 | .3  | 18.7 |
| 1989              | «Фінікс Санз»       | 12 | 0  | 32.7 | .413 | .342 | .769  | 7.3 | 2.1 | 1.0 | .2  | 17.8 |
| 1990              | «Фінікс Санз»       | 16 | 0  | 21.1 | .450 | .395 | .787  | 3.6 | 1.1 | .6  | .3  | 12.3 |
| 1991              | «Сіетл Суперсонікс» | 5  | 5  | 34.2 | .517 | .267 | .828  | 4.2 | 1.4 | 1.4 | .2  | 24.0 |
| 1992              | «Сіетл Суперсонікс» | 9  | 0  | 27.4 | .474 | .182 | .941  | 3.0 | .9  | .3  | .3  | 18.4 |
| 1993              | «Сіетл Суперсонікс» | 19 | 0  | 20.1 | .390 | .333 | .935  | 2.4 | .9  | .2  | .1  | 10.8 |
| 1996              | «Індіана Пейсерз»   | 1  | 0  | 9.0  | .000 | .000 |       | .0  | 1.0 | .0  | .0  | .0   |
| 1997              | «Х'юстон Рокетс»    | 16 | 0  | 17.8 | .410 | .298 | .958  | 2.3 | .6  | .3  | .0  | 8.3  |
| 1998              | «Х'юстон Рокетс»    | 5  | 0  | 17.8 | .333 | .300 | .875  | 1.6 | .2  | .0  | .0  | 5.6  |
| Усього за кар'єру | Усього за кар'єру   | 89 | 6  | 23.8 | .429 | .310 | .864  | 3.5 | 1.1 | .5  | .1  | 13.1 |